# Kunihiro Shimizu
Kunihiro Shimizu (清水 邦広?, Shimizu Kunihiro; Fukui, 11 agosto 1986) è un pallavolista giapponese, opposto degli Osaka Bluteon.

## Palmarès

### Premi individuali
- 2009 - Grand Champions Cup: Miglior realizzatore
- 2014 - V.Premier League: MVP
- 2014 - V.Premier League: Miglior attaccante
- 2014 - V.Premier League: Sestetto ideale
- 2014 - Torneo Kurowashiki: MVP
- 2014 - Torneo Kurowashiki: Sestetto ideale
- 2015 - Campionato asiatico e oceaniano: MVP
- 2019 - Torneo Kurowashiki: Miglior spirito combattivo
- 2019 - Torneo Kurowashiki: Sestetto ideale
- 2020 - V.League Division 1: Miglior spirito combattivo
- 2020 - V.League Division 1: Premio d'onore[1]
- 2021 - V.League Division 1: Miglior spirito combattivo